# Elshoutse Wielen
De Elshoutse Wielen is, tezamen met Hooibroeken, een gebied van 88 ha dat beheerd wordt door Natuurmonumenten en is gelegen ten noorden en westen van Elshout. Ook Staatsbosbeheer beheert hier 35 ha.
De Elshoutse Wielen zijn een 20-tal wielen die ter weerszijden van de historische Elshoutse Zeedijk zijn gelegen en het resultaat zijn van diverse dijkdoorbraken in de 18e en 19e eeuw. Hier groeien waterlelie, gele plomp en watergentiaan. Ook zijn hier bloemrijke dijkhellingen.
Ten noordoosten aansluitend ligt het gebied Hooibroeken. Dit bestaat uit graslanden, grienden, moerasbos, populierenbos en een eendenkooi waar in de winter de smient en de wintertaling verblijft. Deze eendenkooi heet Ter Kwak en is nog steeds in gebruik. Ze is al honderden jaren oud. Onder de populieren ontwikkelt zich een vegetatie van gewone vlier, eenstijlige meidoorn, zwarte els en zomereik en ook moerasruigtekruiden. De torenvalk, ransuil, bosuil, blauwborst en spotvogel zijn hier broedvogel.
Naar het oosten toe sluit het gebied aan op het landgoed Pax, een natuurgebied van Brabants Landschap.